# Guy Lusadisu
Guy Basisila Lusadisu (Kinshasa, 28 febbraio 1982) è un allenatore di calcio ed ex calciatore della Repubblica Democratica del Congo, centrocampista.

## Carriera

### Allenatore
Nel febbraio 2019 prende le redini del Maniema Union.